# Hafniumnitrid
Hafniumnitrid ist eine anorganische chemische Verbindung des Hafniums aus der Gruppe der Nitride.

## Gewinnung und Darstellung
Hafniummnitrid kann nach den gleichen Verfahren wie Titannitrid dargestellt werden.
- So erhält man Hafniumnitrid bei der Synthese aus den Elementen bei 1400 °C bis 1500 °C.[5]

{\displaystyle \mathrm {2\ Hf+N_{2}\ {\xrightarrow {1400-1500\;^{\circ }{\text{C}}}}\ 2\ HfN} }
- Bei der Herstellung von Hafniumnitrid aus Hafnium(IV)-chlorid durch das Aufwachsverfahren wird bei Gegenwart von Wasserstoff (H2 + N2 oder Ammoniak) eine tiefere Temperatur (2000 bis 2400 °C) benötigt als in reinem Stickstoff (2900 °C). Im letzteren Fall erfolgt die Abscheidung bedeutend langsamer als bei Anwesenheit von Wasserstoff.[5]

- Unter Hochdruckbedingungen bildet sich bei Ammonolyse oder Reaktion von Hafniumnitrid mit Stickstoff ein Hafniumnitrid Hf3N4 vom kubischen Th3P4-Typ mit der Raumgruppe I43d.[6]

## Eigenschaften
Hafniumnitrid ist ein dunkelgrauer bis gelbbrauner geruchloser Feststoff. Er ist elektrisch leitend und hat eine kubische Kristallstruktur vom Natriumchlorid-Typ mit der Raumgruppe Fm3m (Nr. 225). Durch Leerstellen in der Gitterstruktur beträgt die reale Dichte von Hafniumnitrid nur 11,70 g·cm−3 anstelle der auf Basis von Gitterstrukturanalysen mit Röntgenverfahren bestimmten 13,39 g·cm−3. Es ist ein sehr hartes und beständiges Material und hat eine Vickershärte von 46 GPa.

## Verwendung
Hafniumnitrid wird als Sputtermaterial zur Erhöhung der Stabilität von Dioden, Transistoren und elektronischen Schaltkreisen verwendet. Es wird auch als Beschichtungsmaterial von Schneidwerkzeugen verwendet, da es der stabilste Hartstoff mit hoher Schmelztemperatur ist.